# Gil Fagiani
Gil Fagiani là nhà thơ, nhà văn và dịch giả người Mỹ gốc Ý đương đại. Ông đã dịch sang tiếng Anh, thơ viết bằng tiếng Ý, phương ngữ Abruzzese và tiếng Tây Ban Nha. Ông đồng tổ chức buổi đọc hàng tháng của Hiệp hội Nhà văn Mỹ gốc Ý tại Cornelia Street Cafe, và là Phó tổng biên tập của Feila-Festa: A Literary Arts Magazine.

## Sách
- Rooks (2007)
- Grandpa's Wine: Poems (2008)[2]
- A Blanquito in El Barrio (2009)
- Chianti in Connecticut: Poetry (2010)
- Stone Walls (2014)
- Logos (2015)
- Missing Madonnas (2018)